# بازار أرومية
بازار أرومية هي بازار تاريخية تعود إلى عصر السلالة الصفوية، وتقع في أرومية.